# ليندا وارن
ليندا وارن (بالإنجليزية: Linda Warren)‏ (2 يوليو 1945، تكساس في الولايات المتحدة)؛ روائية أمريكية.